# Gare d’Istres
Gare d’Istres vasútállomás Franciaországban, Istres településen.

## Vasútvonalak
Az állomást az alábbi vasútvonalak érintik:
- Ligne de la Côte Bleue

## Kapcsolódó állomások
A vasútállomáshoz az alábbi állomások vannak a legközelebb:
- Gare de Rassuen
- Gare de Miramas